# Пельтцер, Наполеон Иванович
Наполео́н Ива́нович (Иоганнович) Пе́льтцер или Пельцер (нем. Napoléon Peltzer; 28 июня (по другим данным, 25 июня) 1802, бывший монастырь Венау, Вайсвайлер, департамент Рур, Франция (ныне Германия) — 10 декабря 1889, Нарва, Санкт-Петербургская губерния, Российская империя) — русский предприниматель немецкого происхождения, занимавшийся ткачеством в Российской империи; также был рекламным агентом российской тканевой промышленности.

## Биография
Был сыном бизнесмена и бургомистра Вайсвайлера (Германия, земля Рейнланд-Пфальц) Иоганна Вильгельма Пельтцера (1770—1849) и Анны Софии Эссер (1768—1841). Происходил от династии Пельтцеров, преимущественно занимавшейся купечеством и общественной деятельностью, в том числе связанной с медью. Однако вскоре производство меди стало неприбыльным, и Наполеон, не видя перспектив в данной отрасли, подал официальное заявление на эмиграцию 22 апреля 1822 года. Он эмигрировал в Маастрихт (Нидерланды), а позже оттуда в Москву. Там он прошёл стажировку в совсем недавно основанной тканевой фабрике Кошевникова. Он немедленно перевёз своих братьев и сестёр в Москву, сделав это конфиденциально. В течение следующих лет Наполеон Пельтцер добился больших успехов, в частности завоевал золотую медаль на Московской промышленной выставке в 1832 году.
В 1845 году Пельтцер принял предложение петербургского банкира Людвига Штиглица, который взял на себя финансовую поддержку неплатежеспособного тканевого завода. За очень короткий период времени Пельтцер смог перестроить и модернизировать существующую фабрику, благодаря чему она затем числилась наиболее известным предприятием этой отрасли в России тех лет. На фабрику поступало много заказов, в том числе казённых. Так, выпускались специальные материалы исключительно для Русской императорской армии. А уже в 1880 году Пельтцер превратил небольшую фабрику в целую корпорацию, однако её доли оставались семейной собственностью. Кроме того, он выступал за решение социальных проблем рабочих.
Благодаря успехам Наполеона семья Пельтцер составила в Российской империи солидное состояние; в его доме бывали не только состоятельные купцы, но и великие князья и даже русский император Александр II и немецкий Вильгельм I. За свои заслуги по продвижению и развитию русской текстильной индустрии и повышению благосостояния работников предприятия Пельтцер был награждён орденом Святого Станислава II и III степеней. Он также удостоился русского ордена Святой Анны.
После смерти Наполеона Пельтцера управление фабрикой взял на себя его сын — Эдуард фон Пельтцер, который в связи с этим стал директором фабрики в Нарве, а после него вплоть до Февральской революции в России фабрикой управлял его внук — Ханс фон Пельтцер. Ранее сын Наполеона уже являлся мажоритарным акционером фабрики, участвуя при этом в непосредственном управлении.

## Семья
Наполеон Пельтцер был женат на Катарине Молленхауэр (1820—1878); в семье родилось десять детей. Его сын Эдуард фон Пельтцер, проживавший в Москве, 28 января 1837 года владел поместьем Молосковиц и Гавриловским в Санкт-Петербурге, позже производитель ткани и директор нарвского тканевого завода, получил в 1894 году по его просьбе от принца Рейсса признание старого дворянства, и 11 января 1897 года император Германии Вильгельм II установил его наследственное дворянство.
Один из потомков Наполеона Пельтцера — Александр Отто (Александр Александрович, 17 октября 1876, Москва — ?) ещё до революции уехал в Германию. Его дочь, писательница и переводчица Изабелла Мария Надольная (26 мая 1917, Мюнхен — 31 июля 2004, Траунштайн), написала книгу «Прошедшее как дым: История одной семьи», где излагалась история Пельтцеров, эмигрировавших в Россию. Роман вышел в свет в 1964 году в мягкой обложке и затем неоднократно переиздавался в Германии. Во введении Изабелла вспоминает детские годы в мюнхенской квартире, со стен которой на неё смотрели многочисленные портреты предков. Она, в частности, описывает, как её прадед из Рейнланда пришёл пешком в Россию (куда затем последовали его братья и сёстры), где стал преуспевающим суконным фабрикантом, дом которого посещали сильные мира сего, в том числе венценосные особы. «Развеялись те времена, подобно дыму, но воспоминания о днях, когда все эти люди ещё были живы, просыпаются…».